# Зуевский (Новосибирская область)
Зуевский — посёлок в Краснозёрском районе Новосибирской области. Входит в состав Орехово-Логовского сельсовета.

## География
Площадь посёлка — 51 гектар.

## История
Основан в 1921 году. В 1928 г. посёлок Зуевский состоял из 53 хозяйств, основное население — украинцы. В составе Орехов-Логского сельсовета Карасукского района Славгородского округа Сибирского края.

## Население
| 2002 | 2007 | 2010 |
| ---- | ---- | ---- |
| 134  | ↗143 | ↘99  |

## Инфраструктура
В посёлке по данным на 2007 год функционируют 1 учреждение здравоохранения и 1 учреждение образования.